# Cantón de Sault
El cantón de Sault era una división administrativa francesa, que estaba situada en el departamento de Vaucluse y la región de Provenza-Alpes-Costa Azul.

## Composición
El cantón estaba formado por cinco comunas:
- Aurel
- Monieux
- Saint-Christol
- Saint-Trinit
- Sault

## Supresión del cantón de Sault
En aplicación del Decreto nº 2014-249 de 25 de febrero de 2014, el cantón de Sault fue suprimido el 22 de marzo de 2015 y sus 5 comunas pasaron a formar parte del nuevo cantón de Pernes-les-Fontaines.